# Höflein (Niederösterreich)
Höflein ist eine Gemeinde mit 1232 Einwohnern (Stand 1. Jänner 2025) im Bezirk Bruck an der Leitha in Niederösterreich.

## Geographie
Höflein liegt im Industrieviertel in Niederösterreich. Die Fläche der Gemeinde umfasst 22,39 Quadratkilometer. Davon sind 66 Prozent landwirtschaftliche Nutzfläche, 11 Prozent Weingärten und 16 Prozent sind bewaldet.

### Gemeindegliederung
Höflein besteht aus einer einzigen, gleichnamigen Katastralgemeinde und Ortschaft.
| Katastralgemeinden  | Ortschaften in der Gemeinde |
| ------------------- | --------------------------- |
| Höflein (22,38 km²) | Höflein (D)                 |
| Legende             |                             |

| In der Spalte Katastralgemeinden sind sämtliche Katastralgemeinden einer Gemeinde angeführt. In der Klammer ist die jeweilige Fläche in km² angegeben. |
| In der Spalte Ortschaften sind sämtliche von der Statistik Austria erfassten Siedlungen, die auch eine eigene Ortschaftskennziffer aufweisen, angeführt. In der Hierarchieebene derselben Spalte, rechts eingerückt, werden nur Ansiedlungen, die mindestens aus mehreren Häusern bestehen, dargestellt. Die wichtigsten der verwendeten Abkürzungen sind: - M = Hauptort der Gemeinde - Stt = Stadtteil - R = Rotte - W = Weiler - D = Dorf - ZH = Zerstreute Häuser - Sdlg = Siedlung - Hgr = Häusergruppe - E = Einzelgehöft (nur wenn sie eine eigene Ortschaftskennziffer haben) Die komplette Liste der Statistik Austria ist in: Topographische Siedlungskennzeichnung nach STAT Zu beachten ist, dass manche Orte unterschiedliche Schreibweisen haben können. So können sich Katastralgemeinden anders schreiben als gleichnamige Ortschaften bzw. Gemeinden. Quelle: Statistik Austria – |

### Nachbargemeinden
| Haslau-Maria Ellend    | Scharndorf                                  |        |
|                        | Kompassrose, die auf Nachbargemeinden zeigt | Rohrau |
| Göttlesbrunn-Arbesthal | Bruck an der Leitha                         |        |

## Geschichte
Im Altertum war das Gebiet Teil der Provinz Pannonien. Verbürgt ist eine römische Straßenwachtstation, drei Wachtürme und die Villa Rustica von Aubühlen.
Im Jahr 1822 wurde der Ort als Dorf mit 163 Häusern genannt, das über eine Pfarre und eine Schule verfügte. Die Herrschaften Petronell, Wr. Domkapitel und Wilfleinsdorf besaßen die Ortsobrigkeit, die Herrschaft Hainburg übte die Landgerichtsbarkeit aus und die Herrschaft Petronell besorgte die Konskription. Die Untertanen und Grundholde des Ortes gehörten den Herrschaften Petronell, Kirche Höflein, Pfarre Bruck, Rohrau, Wilfleinsdorf, Pfarre Hainburg, Wr. Domkapitel und St.-Johannes-Commende.

## Einwohnerentwicklung
Von 1981 bis 1991 waren die Geburtenbilanz negativ und die Wanderungsbilanz ausgeglichen. Seither sind beide Bilanzen positiv.
| Höflein: Einwohnerzahlen von 1869 bis 2025          | Höflein: Einwohnerzahlen von 1869 bis 2025 | Höflein: Einwohnerzahlen von 1869 bis 2025 | Höflein: Einwohnerzahlen von 1869 bis 2025 | Höflein: Einwohnerzahlen von 1869 bis 2025 |
| --------------------------------------------------- | ------------------------------------------ | ------------------------------------------ | ------------------------------------------ | ------------------------------------------ |
| Jahr                                                |                                            |                                            |                                            | Einwohner                                  |
| 1869                                                | 1869                                       |                                            | 1.081                                      | 1.081                                      |
| 1880                                                | 1880                                       |                                            | 1.087                                      | 1.087                                      |
| 1890                                                | 1890                                       |                                            | 1.082                                      | 1.082                                      |
| 1900                                                | 1900                                       |                                            | 1.138                                      | 1.138                                      |
| 1910                                                | 1910                                       |                                            | 1.127                                      | 1.127                                      |
| 1923                                                | 1923                                       |                                            | 1.039                                      | 1.039                                      |
| 1934                                                | 1934                                       |                                            | 1.014                                      | 1.014                                      |
| 1939                                                | 1939                                       |                                            | 1.030                                      | 1.030                                      |
| 1951                                                | 1951                                       |                                            | 959                                        | 959                                        |
| 1961                                                | 1961                                       |                                            | 893                                        | 893                                        |
| 1971                                                | 1971                                       |                                            | 1.037                                      | 1.037                                      |
| 1981                                                | 1981                                       |                                            | 1.031                                      | 1.031                                      |
| 1991                                                | 1991                                       |                                            | 1.023                                      | 1.023                                      |
| 2001                                                | 2001                                       |                                            | 1.149                                      | 1.149                                      |
| 2011                                                | 2011                                       |                                            | 1.204                                      | 1.204                                      |
| 2021                                                | 2021                                       |                                            | 1.211                                      | 1.211                                      |
| 2025                                                | 2025                                       |                                            | 1.232                                      | 1.232                                      |
| Quelle(n): Statistik Austria, Gebietsstand 1.1.2021 |                                            |                                            |                                            |                                            |

## Kultur und Sehenswürdigkeiten

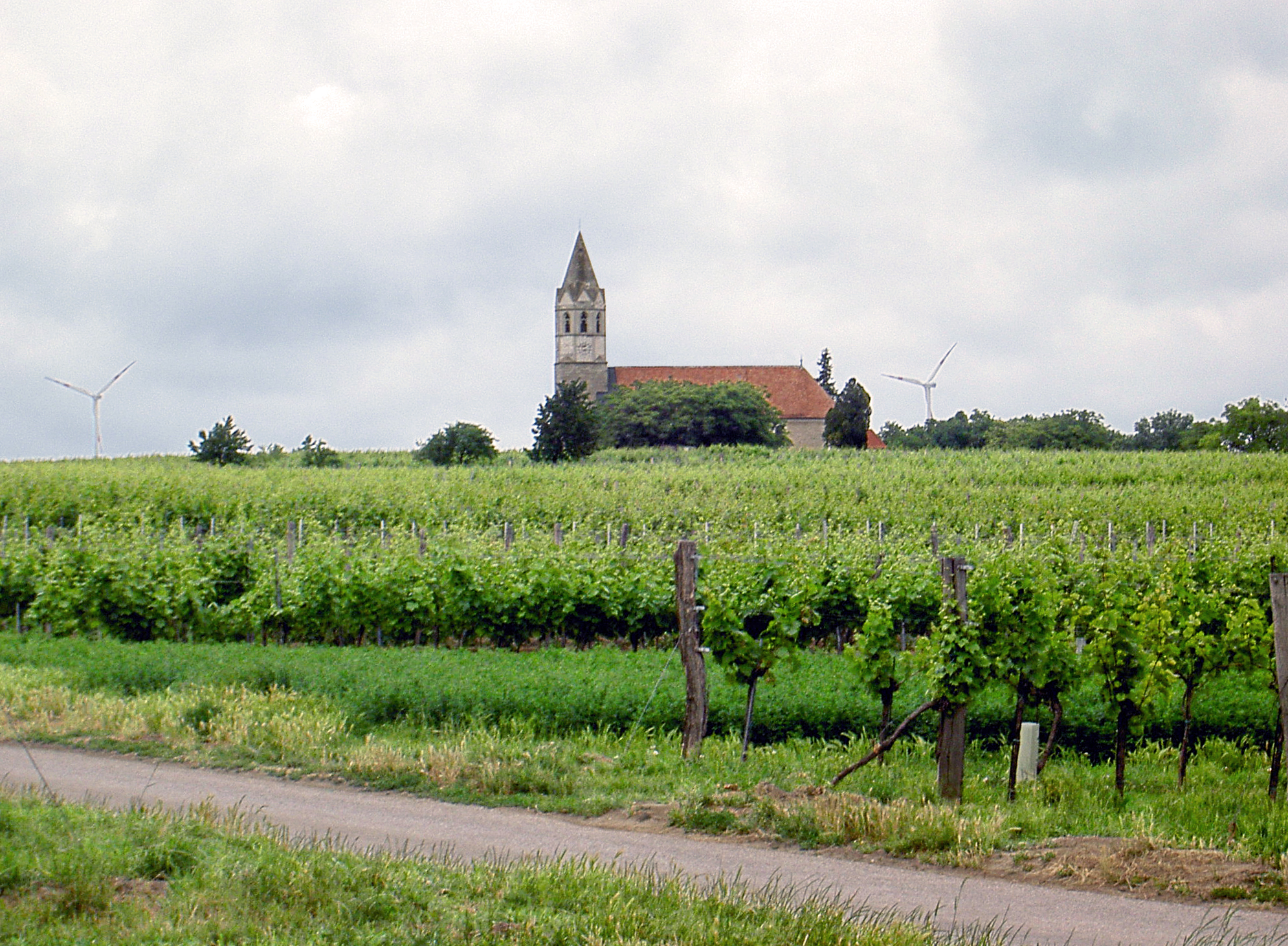
Pfarrkirche Höflein bei Bruck an der Leitha

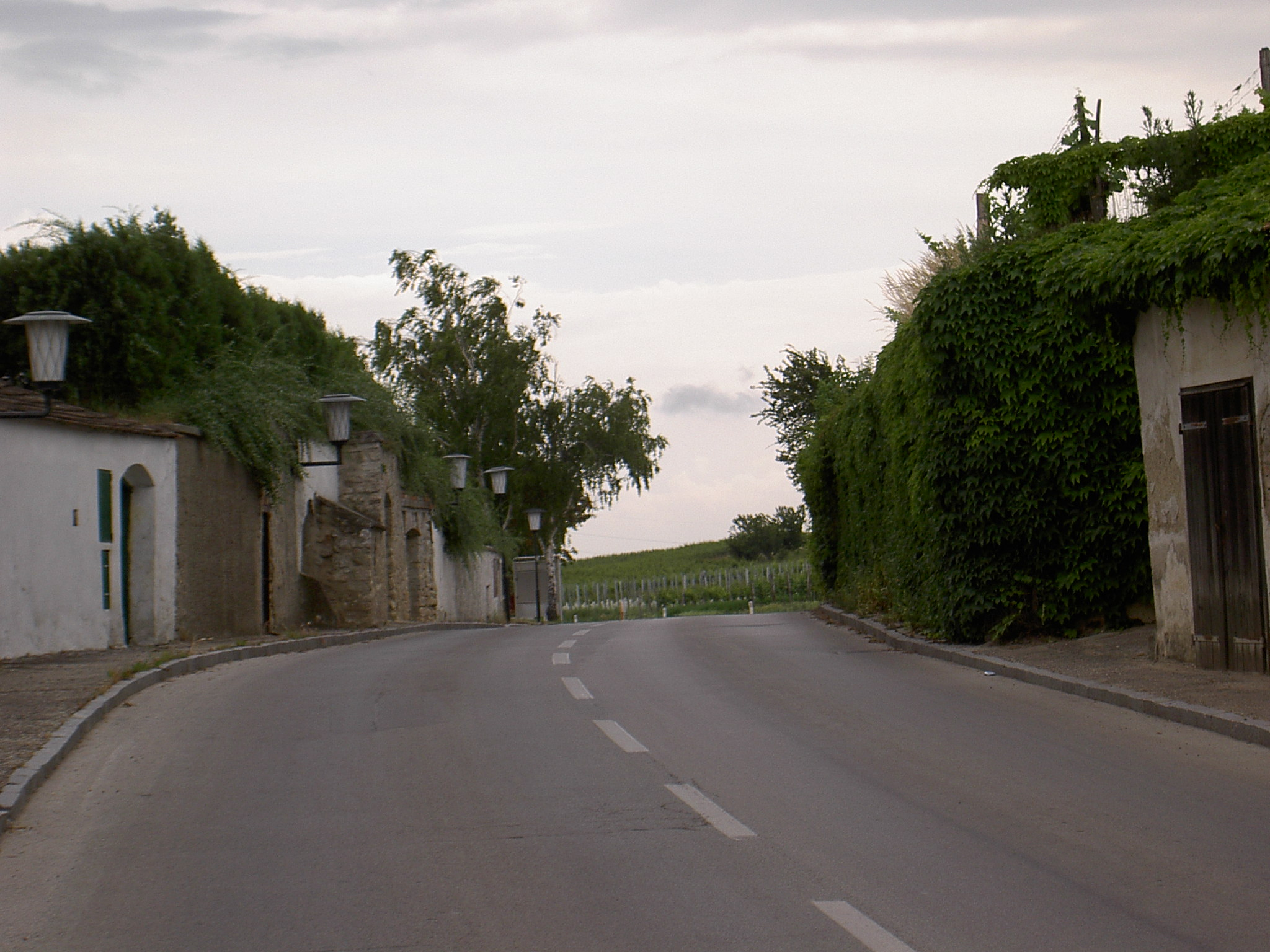
Kellergasse bei Höflein

- Ausgrabung der Ruine einer römischen Villa aus dem 4. Jahrhundert n. Chr.[4]
- In der Gedenkschrift von 1841 ist zu lesen, „… die Häuser, welche größtenteils nur aus Lehm oder gebrannten Ziegeln aufgeführet und mit Rohr und Stroh eingedeckt sind. In der jüngsten Zeit aber versehen sich die ziemlich gut bemittelten Einwohner mit dem nötigen Steine aus dem Steinbruche in dem Dorf gleichen Namens in Ungarn, Kaisersteinbruch. Und bei vorkommenden Gebrauche wird nun das meiste aus festen Mauersteinen aufgeführet …“.
- Katholische Pfarrkirche Höflein bei Bruck an der Leitha hl. Ulrich

### Musik
1977 wurde die Musikkapelle Höflein gegründet. 30 Jahre später, unter der musikalischen Leitung von Harald Eisterer und Johann Schießling, beteiligen sich rund 50 aktive Musiker an rund 80 Ausrückungen im Jahr.

### Ortsbildgestaltung
- 1987 Sieger im Wettbewerb „Niederösterreich im Blumenschmuck“
- 1989 Sieger beim Europapreis im Blumenschmuck, dem „Grand Prix d'Excellence“ im Europa-Wettbewerb „Entente Florale Europe“.

### Sonstiges
- Beim landesweiten Wettbewerb „Vereinsfreundliche Gemeinde“ erreichte die Gemeinde Höflein im Jahre 2007 den Rang „Vereinsfreundlichste Gemeinde im Bezirk Bruck/L“. Am 13. September 2007 erfolgte im Niederösterreichischen Landtagssaal die Preisverleihung durch Landeshauptmann Erwin Pröll.

## Wirtschaft und Infrastruktur
Nichtlandwirtschaftliche Arbeitsstätten gab es im Jahr 2001 32, land- und forstwirtschaftliche Betriebe nach der Erhebung 1999 99. Die Zahl der Erwerbstätigen am Wohnort betrug nach der Volkszählung 2001 555. Die Erwerbsquote lag 2001 bei 50,04 %. Arbeitslose gab es am Ort im Jahresdurchschnitt 2003 44.

Höflein um das Jahr 1873 (Aufnahmeblatt der Landesaufnahme)

### Weinbau
Höflein ist ein alter, traditioneller Weinort inmitten des Arbesthaler Hügellandes. Bereits die Kelten pflegten in dieser Region ihre Weingärten. Die Römer kultivierten ihre Reben entlang des römischen Straßennetzes und der Bernsteinstraße, die Rom mit den Legionslagern und Kastellen am Limes verband. Höflein hatte schon früh eine weinwirtschaftliche Bedeutung.
Im 11. Jahrhundert wurde, urkundlich belegbar, Wein aus Höflein in das neu gegründete Stift Göttweig geliefert. Im Schriftstück „Unterösterreichischen Land Compass“ 1673, von Stephanus Sixey, erhält Höflein das Prädikat „von den besten“.
Höflein ist heute einer der größten Weinbauorte des Weinbaugebietes Carnuntum. Rund 180 Hektar Weinbauflächen werden von 140 Familien bewirtschaftet. 16 Familien betreiben eine Buschenschank.
Im von Weingärten eingesäumten, sonnigen Höflein findet man fünf Kellergassen mit ihren tief in den Hang gebauten Kellern. Ihre gleichmäßige Temperatur von acht bis zehn Grad sorgt für eine ideale Reifung des Weines.

### Bildung
In Höflein befindet sich ein Kindergarten und eine Volksschule.

## Politik

### Gemeinderat
Der Gemeinderat hat 19 Mitglieder.
- Nach den Gemeinderatswahlen in Niederösterreich 1990 hatte der Gemeinderat folgende Verteilung: 12 ÖVP, 5 SPÖ und 2 Sonstige.
- Nach den Gemeinderatswahlen in Niederösterreich 1995 hatte der Gemeinderat folgende Verteilung: 13 ÖVP und 6 SPÖ.[7]
- Nach den Gemeinderatswahlen in Niederösterreich 2000 hatte der Gemeinderat folgende Verteilung: 12 ÖVP und 7 SPÖ.[8]
- Nach den Gemeinderatswahlen in Niederösterreich 2005 hatte der Gemeinderat folgende Verteilung: 11 ÖVP und 8 SPÖ.[9]
- Nach den Gemeinderatswahlen in Niederösterreich 2010 hatte der Gemeinderat folgende Verteilung: 14 ÖVP und 5 SPÖ.[10]
- Nach den Gemeinderatswahlen in Niederösterreich 2015 hatte der Gemeinderat folgende Verteilung: 19 ÖVP.[11]
- Nach den Gemeinderatswahlen in Niederösterreich 2020 hatte der Gemeinderat folgende Verteilung: 13 ÖVP, 5 SPÖ und 1 FPÖ.[12]
- Nach den Gemeinderatswahlen in Niederösterreich 2025 hat der Gemeinderat folgende Verteilung: 15 ÖVP und 4 SPÖ.[13]

### Bürgermeister
- 1975–2005 Franz Rupp (ÖVP)
- seit 2005 Otto Auer (ÖVP)

### Partnergemeinde
Seit 2004 pflegt Höflein eine Partnerschaft zu Eggenstein-Leopoldshafen in Deutschland.

## Persönlichkeiten
- Johann Esel (1900–1987), Politiker (NSDAP)
- Franz Rupp (* 1938), Landwirt und Politiker (ÖVP)
- Josef Rupp (1895–1962), Landwirt und Politiker (CS/ÖVP)
- Otto Auer (* 1966), Landwirt und Politiker (ÖVP)